# برج کبوتر نوروزعلی توکلی
برج کبوتر نوروز علی توکلی مربوط به دوره قاجار است و در شهرستان خمینی‌شهر، بخش مرکزی، شهر درچه پیاز، کوچه شهیدان قینان واقع شده و این اثر در تاریخ ۱۳ خرداد ۱۳۸۶ با شمارهٔ ثبت ۱۹۲۲۶ به‌عنوان یکی از آثار ملی ایران به ثبت رسیده است.